# Ekran 14L
O Ekran 14L foi um satélite de comunicação geoestacionário soviético da série Ekran construído pela NPO PM. O satélite foi baseado na plataforma KAUR-3 e sua expectativa de vida útil era de 3 anos. O mesmo foi perdido após uma explosão no segundo estágio do foguete Proton-K durante o lançamento.

## Lançamento
O satélite foi lançado ao espaço no dia 17 de outubro de 1978, por meio de um veículo Proton-K/Blok-DM, lançado a partir do Cosmódromo de Baikonur, no Cazaquistão. Mas devido a uma falha durante o processo de lançamento o mesmo foi perdido. Ele tinha uma massa de lançamento de 1.970 kg.

## Capacidade
O Ekran 14L era equipado com um (mais um de reserva) transponders em UHF de 200 W e uplink de banda C.